# بودینی
بودینی (به چکی: Budyně) یک منطقهٔ مسکونی در جمهوری چک است که در ناحیه ستراکونیتسه واقع شده‌است. بودینی ۲٫۱۴ کیلومتر مربع مساحت و ۴۲ نفر جمعیت دارد و ۴۳۱ متر بالاتر از سطح دریا واقع شده‌است.